# LU-617
La carretera autonómica LU-617 es una carretera secundaria de la Junta de Galicia que une Monforte de Lemos con Belesar, en el municipio de Chantada, en la provincia de Lugo. Tiene una longitud de 24,95 km.

## Trazado
Comienza su trazado en la LU-664 en la rotonda del Hórreo en Monforte de Lemos. Tras salir de la localidad enlaza en otra rotonda con el corredor CG-2.2 y la carretera VG-2.1 de enlace con la CG-2.1. Desde ahí su trazado se dirige en dirección noroeste y cruzando el municipio de O Saviñao, en el que pasa por la capitalidad municipal, Escairón. Desde ahí su trazado es similar al de la carretera LU-533 hasta llegar al río Miño. Antes de llegar al río recorre su ribera hacia el sur, lo cruza a la altura de Belesar y vuelve hacia el norte para terminar en la carretera LU-533.